# Думбравени
Думбравени (рум. Dumbrăveni, мађ. Erzsébetváros) град је у Румунији, у средишњем делу државе. Думбравени је важан град округа Сибињ.
Думбравени је према последњем попису из 2002. имао 12.195 становника.

## Географија
Град Думбравени налази се у јужном делу историјске историјске покрајине Трансилваније, око 75 km североисточно од Сибиња, седишта округа.
Думбравени се налази у јужној котлини Трансилваније, у долини реке Трнаве. Надморска висина града је око 345 m.

## Становништво
У односу на попис из 2002, број становника на попису из 2011. се смањио.
| 1966. | 1977. | 1992. | 2002. | 2011. |
| ----- | ----- | ----- | ----- | ----- |
| 8.452 | 9.883 | 9.354 | 8.812 | 7.388 |

Матични Румуни чине већину (72,9%) градског становништва Думбравенија, а од мањина присутни су Немци (1,5%), Мађари (11,7%) и Роми (13,8%). Некада бројно немачко становништво се иселило у матицу током 20. века, а број некда већинских Мађара је данас значајно умањен. У Думбравенију је некада постојала значајна заједница Јермена, која је током 20. века ишчезла.